# Amusement Parks U.S.A.
«Amusement Parks U.S.A.» es una canción escrita por Brian Wilson y Mike Love para la banda de rock estadounidense The Beach Boys. Fue editada en su álbum Summer Days (and Summer Nights!!) de 1965. Cantado por Mike Love y producido por Wilson, el narrador canta sobre el "lío alrededor del parque de diversiones durante todo el día". Una sección corta con Hal Blaine imitando a un charlatán de feria.

## Edicione
"Amusement Parks U.S.A." fue editado como lado B de "Salt Lake City" en un sencillo promocional. La canción fue omitida de la reedición de los años 80 de Summer Days (and Summer Nights!!) (retitulado a California Girls), junto con "I'm Bugged at My Ol' Man".
Fue editado como sencillo en Japón con el lado B "The Rocking Surfer". "Amusement Parks U.S.A." fue omitida en la reedición de los años 80 del álbum (retitulado como California Girls), junto con "I'm Bugged at My Ol' Man".

## Crítica
El crítico de AllMusic, Richie Unterberger, describió la canción como un "esfuerzo insuficiente" y como uno de los "retrocesos del álbum". El autor Jim Fuselli llamó a la pista un retroceso "a los días felices del grupo", después de describir también el álbum que apareció por primera vez como carente de "un tema lírico coherente".

## Créditos
The Beach Boys
- Al Jardine – voz
- Mike Love – voz principal
- Brian Wilson – piano, voz principal, risas
- Carl Wilson – coros
- Dennis Wilson – coros

Músciso de sesión y otros
- Charles Berghofer – contrabajo
- Hal Blaine – batería y voz de "charlatán de feria"
- Jerry Cole – bajo eléctrico
- Steve Douglas – saxofón tenor
- Carol Kaye – bajo eléctrico
- Jay Migliori – saxofón barítono
- Leon Russell – Hammond B–3
- Billy Strange – guitarra
- Julius Wechter – vibráfono